# Acilia Sud

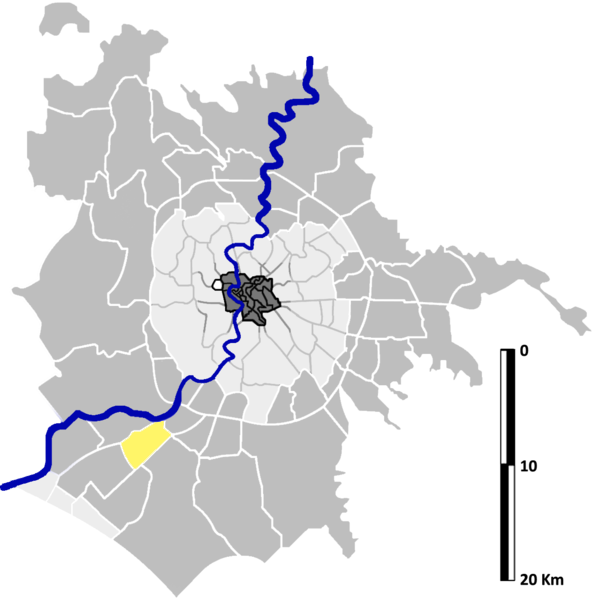
Localisation de Acilia Sud sur la carte administrative de Rome.

Acilia Sud est une zona di Roma (zone de Rome) située au sud-ouest de Rome dans l'Agro Romano en Italie. Elle est désignée dans la nomenclature administrative par Z.XXXIII et fait partie du Municipio XIII. Sa population est de 39 320 habitants répartis sur une superficie de 10,67 km2.

## Lieux particuliers
- L'église San Pier Damiani
- L'église San Giorgio (1963)
- L'église Santa Melania juniore
- L'église San Pio da Pietrelcina